# Gmina Kelmend
Gmina Kelmend (alb. Komuna Kelmend) – gmina miejska położona w północno-zachodniej części kraju. Administracyjnie należy do okręgu Malësi e Madhe w obwodzie Szkodra. Jej powierzchnia wynosi 38 450 ha i jest największą gminą w obwodzie Szkodra. W 2012 roku populacja wynosiła 6694 mieszkańców. Gmina położona jest na wysokości od 210 do 2554 m n.p.m..
W skład gminy wchodzi osiem miejscowości: Vermosh, Lëpushë, Selcë, Tamarë, Brojë, Kozhnje, Nikç, Vukël.